# Dominic Stricker
Pour les articles homonymes, voir Stricker.
Dominic Stricker, né le 16 août 2002 à Münsingen, est un joueur de tennis suisse, professionnel depuis 2020.

## Biographie
Dominic Stricker naît le 16 août 2002 à Münsingen, dans le canton de Berne et grandit à Grosshöchstetten. Il a une sœur aînée. Leur père, Stephan Stricker, est chef cuisinier, puis policier et instructeur de tir au pistolet ; il est joueur de tennis de table en ligue nationale A, tout comme sa femme, née Sabine Bönzli, en ligue nationale B. 
De 2019 à mars 2023, il s'entraîne à Bienne avec Sven Swinnen, entraîneur national au sein de la fédération suisse. Depuis le mois d'avril 2023, c'est l'ancien tennisman allemand Dieter Kindlmann qui l'accompagne. Peter Lundgren, ancien coach de Roger Federer, fait également partie de son équipe.

## Carrière

### Junior
En 2019, associé à l'Italien Flavio Cobolli, il atteint la finale en double du tournoi junior de Roland-Garros, s'inclinant devant le Brésilien Matheus Pucinelli de Almeida et l'Argentin Thiago Agustín Tirante.
Le 10 octobre 2020, il remporte le tournoi de Roland-Garros en battant son compatriote Leandro Riedi en finale. Le même jour, toujours avec Cobolli, il remporte le double, devenant le premier junior à réaliser le doublé depuis Fernando González en 1998.

### Carrière professionnelle
En mars 2021, alors classé 874e mondial, il remporte le tournoi Challenger de Lugano contre l'Ukrainien Vitaliy Sachko après avoir battu la première tête de série, le japonais Yuichi Sugita.
Il participe à son premier match sur le circuit ATP le 18 mai à l'Open de Genève contre le Croate et ancien numéro 3 mondial Marin Čilić et le remporte sur le score de 7-65, 6-1. Il écarte ensuite Márton Fucsovics (7-5, 6-4) avant de s'incliner contre Pablo Andujar.
Il réitère sa performance quelques semaines plus tard au tournoi de Stuttgart où il élimine Radu Albot et le numéro 20 mondial Hubert Hurkacz avant de s'incliner en quart de finale contre Sam Querrey malgré une balle de match.
Fin juillet, il crée la surprise en remportant le double du tournoi de Gstaad au côté de Marc-Andrea Hüsler.

### 2023.1reseconde semaine en Grand Chelem et top 100
En 2023, il remporte à nouveau le titre en double au tournoi de Gstaad, cette fois aux côtés de Stanislas Wawrinka.
Le 30 août, Dominic vit le plus haut moment de sa jeune carrière. Alors classé au 128e rang ATP, il élimine en 4 h 04 le Grec Stéfanos Tsitsipás, numéro 7, en cinq sets (7-5, 62-7, 65-7, 7-66, 6-3), et passe au troisième tour de l'US Open. C'est la première fois qu'il se qualifie pour ce stade de compétition d'un Grand Chelem,. Il confirme ce résultat en s'imposant (2-6, 7-5, 7-64, 3-6, 6-2) contre le Français Benjamin Bonzi (108e) après 3 h 26 de jeu. Avec cette victoire, il entre dans le Top 100 ATP et affronte l'Américain Taylor Fritz (9e) en huitièmes de finale. C'est ici que se termine son parcours, après 2 h 05 de combat (62-7, 4-6, 4-6), pour un total de 88 points à 102.
Après ce parcours, il se place en 90e position du classement ATP.

## Caractéristiques de joueur
Il est gaucher et a un jeu d'attaque. Il dispose d'un bon service et monte plus que la moyenne au filet.

## Palmarès

### Titres en double messieurs
| No | Date       | Nom et lieu du tournoi       | Catégorie | Dotation  | Surface      | Partenaire         | Finalistes                         | Score     |          |
| -- | ---------- | ---------------------------- | --------- | --------- | ------------ | ------------------ | ---------------------------------- | --------- | -------- |
| 1  | 19-07-2021 | Swiss Open Gstaad Gstaad     | ATP 250   | 419 470 € | Terre (ext.) | Marc-Andrea Hüsler | Szymon Walków Jan Zieliński        | 6-1, 7-67 | Parcours |
| 2  | 17-07-2023 | EFG Swiss Open Gstaad Gstaad | ATP 250   | 562 815 € | Terre (ext.) | Stanislas Wawrinka | Marcelo Demoliner Matwé Middelkoop | 7-68, 6-2 | Parcours |

## Parcours dans les tournois duGrand Chelem

### En simple
| Année | Open d'Australie | Open d'Australie | Internationaux de France | Internationaux de France | Wimbledon       | Wimbledon          | US Open         | US Open            |
| ----- | ---------------- | ---------------- | ------------------------ | ------------------------ | --------------- | ------------------ | --------------- | ------------------ |
| 2023  | Q3               | Enzo Couacaud    | 1er tour (1/64)          | Tommy Paul               | 2e tour (1/32)  | Frances Tiafoe     | 1/8 de finale   | Taylor Fritz       |
| 2024  | —                | —                | —                        | —                        | 1er tour (1/64) | Arthur Fils        | 1er tour (1/64) | Francisco Comesaña |
| 2025  | 1er tour (1/64)  | James Duckworth  | —                        | —                        | Q3              | Shintarō Mochizuki |                 |                    |

N.B. : à droite du résultat se trouve le nom de l'ultime adversaire.

### En double messieurs
| Année | Open d'Australie | Open d'Australie | Internationaux de France | Internationaux de France | Wimbledon | Wimbledon | US Open                                                                            | US Open |
| ----- | ---------------- | ---------------- | ------------------------ | ------------------------ | --------- | --------- | ---------------------------------------------------------------------------------- | ------- |
| 2024  | —                | —                | —                        | —                        | —         | —         | 2e tour (1/16) F. Cobolli \|\| style="text-align:left;" \| H. Heliövaara H. Patten |         |

N.B. : le nom du partenaire se trouve sous le résultat ; les noms des ultimes adversaires se trouvent à droite.

## Victoires sur le top 10
Toutes ses victoires sur des joueurs classés dans le top 10 de l'ATP lors de la rencontre.
| Légende      |
| Grand Chelem |
| Masters 1000 |
| 500 Series   |
| 250 Series   |
| Coupe Davis  |

| # | D.S.   | Tournoi | Année | Surface    | Adversaire         | Rang | Tour | Score                      |
| - | ------ | ------- | ----- | ---------- | ------------------ | ---- | ---- | -------------------------- |
| 1 | no 128 | US Open | 2023  | Dur        | Stéfanos Tsitsipás | no 7 | 1/32 | 7-5, 62-7, 65-7, 7-66, 6-3 |
| 2 | no 90  | Bâle    | 2023  | Dur (int.) | Casper Ruud        | no 8 | 1/8  | 6-4, 3-6, 7-61             |

## Classements ATP en fin de saison
| Année          | 2020 | 2021 | 2022 | 2023 |
| Rang en simple | 1159 | 241  | 118  | 94   |
| Rang en double | 1389 | 193  | 435  | 250  |

Source : (en) Classements de Dominic Stricker sur le site officiel de la Fédération internationale de tennis